# Cantón de Olmeto
El cantón de Olmeto era una división administrativa francesa, que estaba situada en el departamento de Córcega del Sur y la región de Córcega.

## Composición
El cantón estaba formado por seis comunas:
- Arbellara
- Fozzano
- Olmeto
- Propriano
- Santa-Maria-Figaniella
- Viggianello

## Supresión del cantón de Olmeto
En aplicación del Decreto nº 2014-229 de 24 de febrero de 2014, el cantón de Olmeto fue suprimido el 22 de marzo de 2015 y sus 6 comunas pasaron a formar parte del nuevo cantón de Sartenais-Valinco.